# The Further Adventures of the Flag Lieutenant
The Further Adventures of the Flag Lieutenant é um filme mudo do gênero ação produzido no Reino Unido e lançado em 1927, continuação de The Flag Lieutenant.